# Томас Хатон
Генерал-лајтнант сер Томас Џејкомб Хатон (енгл. Thomas Jacomb Hutton; 1890−1981) је био високи официр британске армије, који је држао низ важних команди између Првог и Другог светског рата. При крају своје каријере, неуспешно је командовао британском бурманском војском током ране фазе јапанскогосвајања Бурме. Сматрао је да се положаји у Бурми не могу бранити, а његов став уочен је од стране британске команде као дефетизам. Хатону није имао довољно знања ни искуства за командовање читавом армијом.
Његова супруга је била Изабел Хатон, лекарка добитница Ордена белог орла.